# 八木宗直
八木 宗直（やぎ むねなお）は、江戸時代前期の旗本。山田奉行9代。通称は勘十郎。別名は守直。官位は従五位下・但馬守。

## 略歴
八木氏は、もと但馬国の豪族で日下部氏の流れを汲む。室町時代から戦国時代にかけてに山名氏に仕えた。宗直は八木氏の庶流にあたる。2代将軍徳川秀忠に仕えて4,000石を知行する旗本に列した。豊島信満の刃傷事件により、その領地であった武蔵国久良岐郡富岡村を寛永5年（1628年）に拝領し、明暦2年（1656年）には村内の富岡八幡宮に子の高豊らと梵鐘を寄進している。
寛永13年（1636年）に3代将軍家光の命令で、江戸浅草にあった今戸八幡宮の再建を船越永景らと指揮。その後万治2年（1659年）より山田奉行の任に就く。鳥羽藩の管理下にあった伊勢神宮の伊雑宮の式年遷宮を、神人の訴えにより寛文元年（1661年）から幕府の手当と改めた。さらに豊宮崎文庫へ修繕のために20石の所領をあてがい、文庫の維持管理を助成している。寛文5年（1666年）伊勢市柏町「真福寺」（臨済宗 妙心寺派）にて葬儀。寛文3年7月8日亡 過去帳に記載有。戒名は常光院殿利峰了貞大居士。